# Spoorlijn Segré - Nantes-État
De spoorlijn Segré - Nantes-État was een Franse spoorlijn van Segré naar Nantes. De lijn was 79,3 km lang en heeft als lijnnummer 457 000.

## Geschiedenis
De lijn werd in gedeeltes geopend door de Compagnie des chemins de fer de l'Ouest, van Segré naar Saint-Mars-la-Jaille op 10 augustus 1884 en van Saint-Mars-la-Jaille naar aansluiting Segré aan het raccordement van les deux gares op 18 mei 1885. Op 9 januari 1939 werd het personenvervoer opgeheven. Goederenvervoer werd stapsgewijs afgebouwd, tussen Segré en Candé op 7 mei 1971, tussen Candé en Freigné op 28 mei 1988, tussen Freigné en Carquefou op 1 mei 1989 en tussen Carquefou en het raccordement des Américains in 2011.

## Aansluitingen
In de volgende plaatsen is of was er een aansluiting op de volgende spoorlijnen:
Segré
RFN 460 000, spoorlijn tussen Sablé en Montoir-de-Bretagne
RFN 518 000, spoorlijn tussen Segré en Angers-Saint-Serge
Doulon
RFN 457 306, raccordement van les Américains
RFN 457 606, stamlijn van Doulon (ZI nord-est de Nantes)
RFN 519 000, spoorlijn tussen Nantes-Orléans en Châteaubriant
aansluiting Segré
RFN 514 300, raccordement van les deux gares
Nantes-État
RFN 534 000, spoorlijn tussen Nantes-État en La Roche-sur-Yon via Sainte-Pazanne

## Galerij

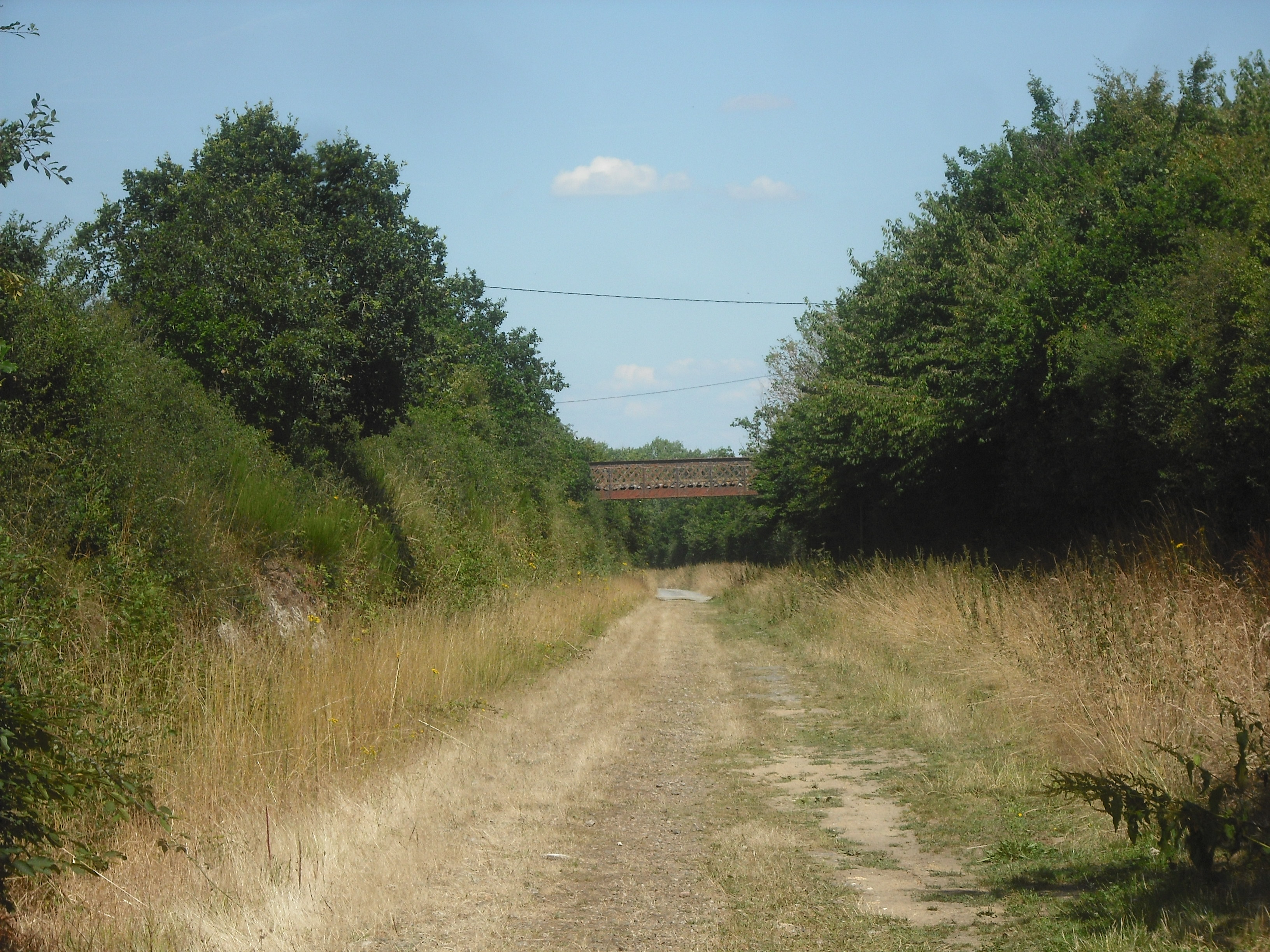
Spoorbedding bij Candé